# 炒麺

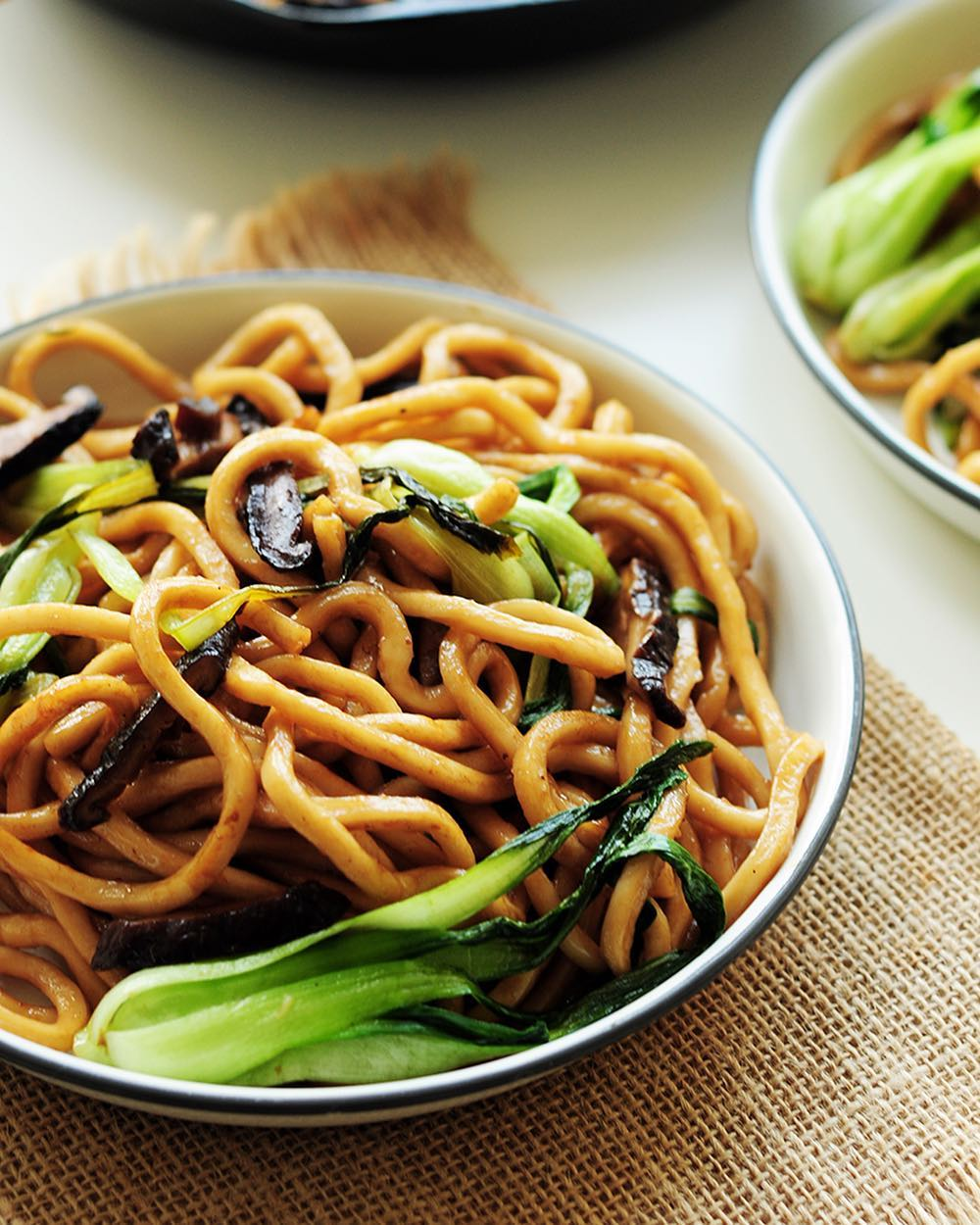
上海炒麺

炒麺（チャーメン、チャウミン、チョウミン　英: chow mein / chow mien、[ˈtʃaʊ ˈmeɪn] / [ˈtʃaʊ ˈmiːn], ; Pinyin: chǎomiàn）は中華麺を使った中国料理の一つであり、日本でいうところの焼きそばに相当する。
中華麺を野菜や肉などの具材とともに炒めたものと、鉄鍋で焼いた（あるいは揚げた）麺の上に片栗粉でとろみをつけた餡をかけたものに大別される。
長年の間に中国の様々な地域で独特の炒麺が作られており、さまざまな麺の炒め方/揚げ方や広範囲の具材が用いられている。
中国、香港、台湾などの中華圏以外にも中国系移民の多い地域で見かける料理となっている。
特に、インドやネパール、イギリスおよびアメリカ合衆国で人気のある料理となっている。

## 各地の料理

### アメリカ風中国料理

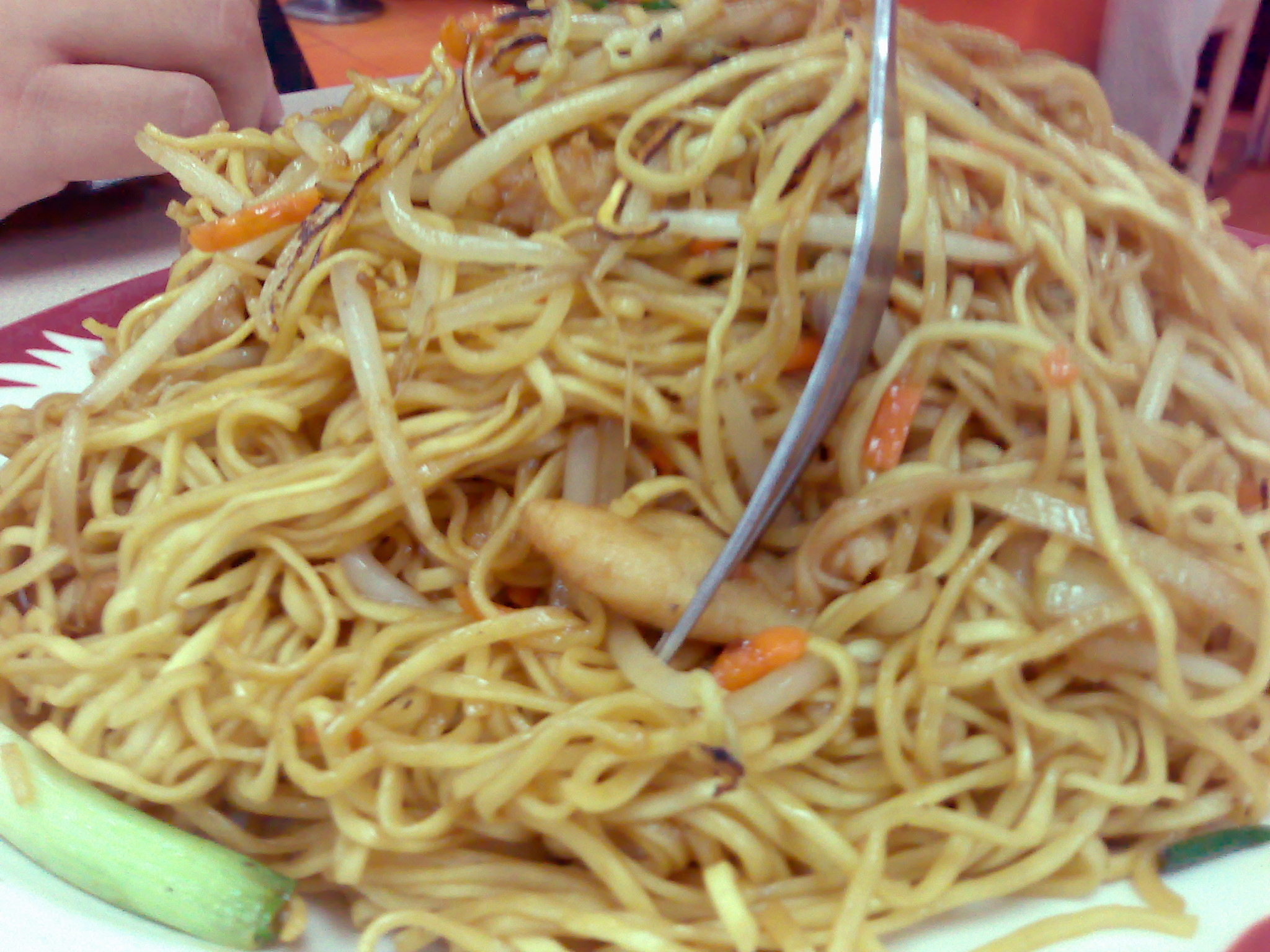
チキン・キューブ・チャーミン

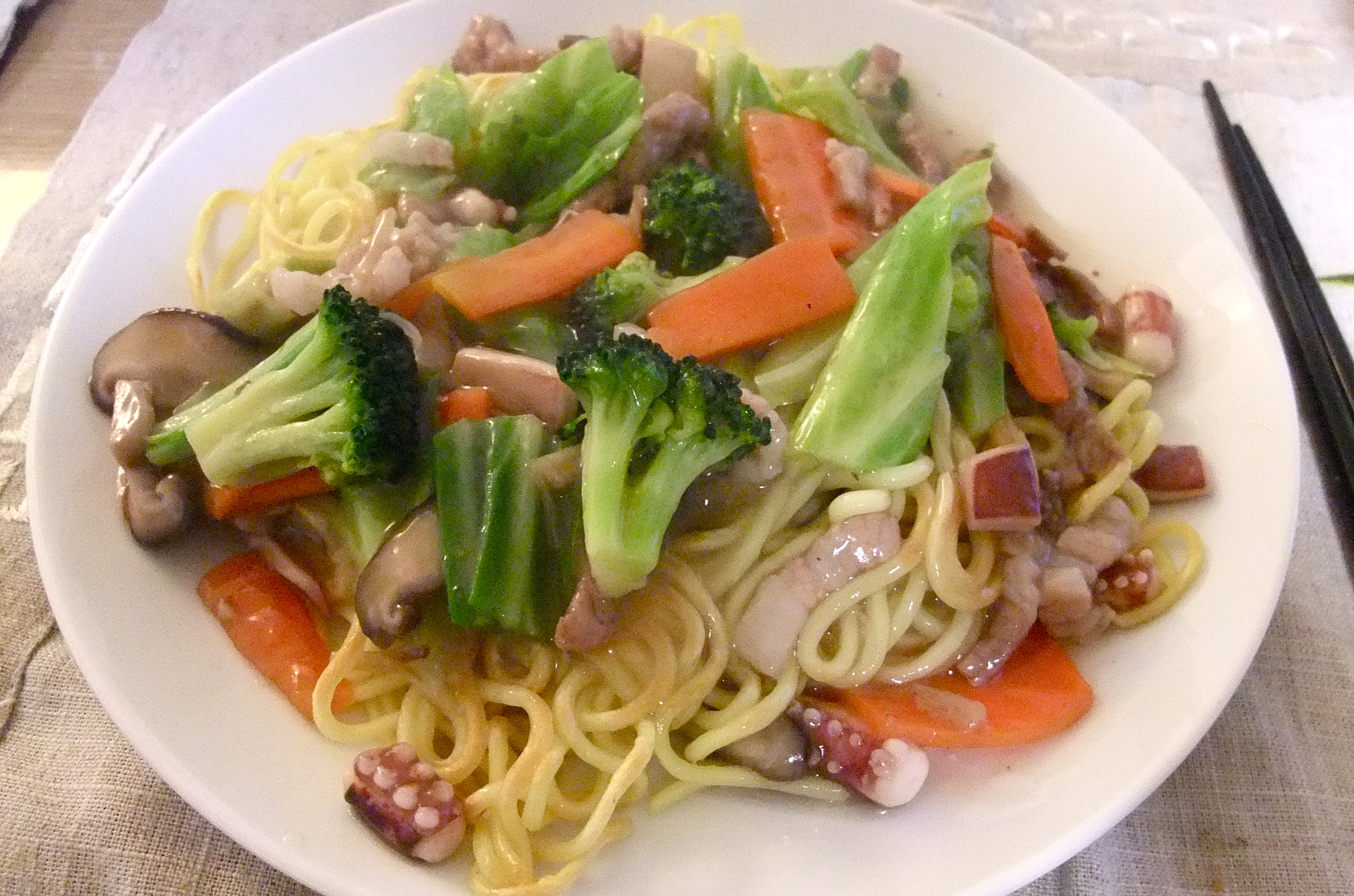
五目炒麺

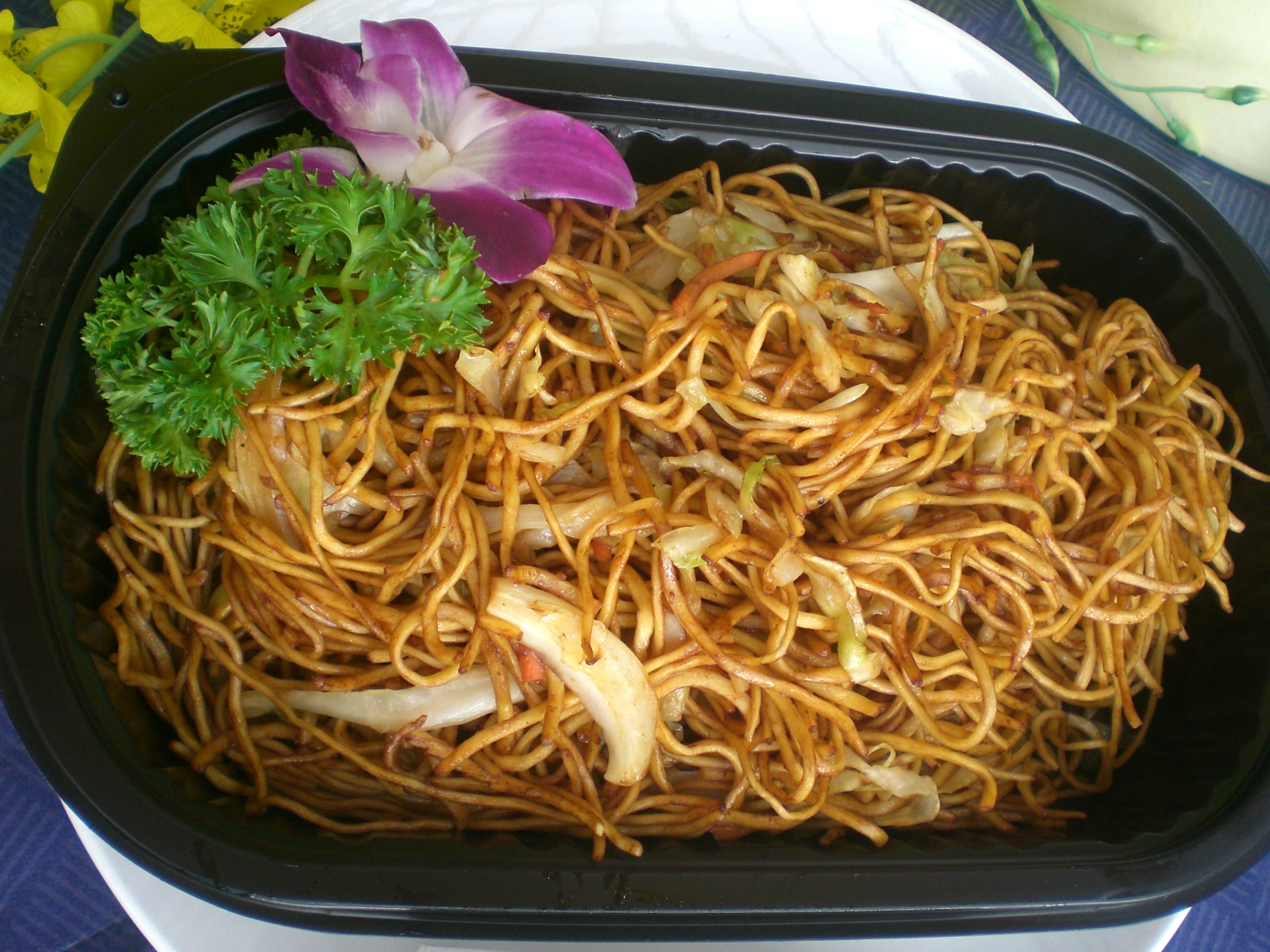
醤油炒麺

中国からアメリカ合衆国への炒麺の展開は、カリフォルニアの1848年のゴールドラッシュの際に広東省からの中国系移民が広東風の調理様式を伝えたことによってもたらされた。
アメリカ風中国料理において、炒麺は中華麺、動物性食品（鶏肉が最も一般的だが、豚肉、牛肉、海老など。これらの代わりに豆腐が用いられることもある）、タマネギおよびセロリを使った炒め物を指す。
この料理は、しばし西洋化された中国料理店の名物料理として供されることがある。菜食炒麺ないしヴィーガン炒麺もまた一般的である。
アメリカではかた焼きそばと蒸し麺を使った炒麺の両方が提供されている。前者がかりかりして水気が少ないのに対して、後者は柔らかい食感であり、また前者が平打ち麺を揚げているのにたいして、後者は長く断面が丸い面を使っている。
かた焼きそばは出来上がりにタマネギとセロリが入っているか、野菜なしの素の状態で提供される。蒸し麺炒麺は出来上がりに様々な種類の野菜が入っており、もっとも一般的なのはタマネギとセロリだが、ニンジン、キャベツ、緑豆もやしなどが入ることもある。蒸し麺の炒麺は提供前に醤油で和えられるのに対して、かた焼きそばには暗色の餡がかけられる。
アメリカの西海岸と東海岸で「炒麺」の扱いが異なっており、東海岸では「炒麺」と言えばかた焼きそばを指している。この地域のレストランによってはかた焼きそばの麺はかりかりに揚げられており、「缶詰のように」かりかりに揚げたり、「ハッシュブラウンのようにかりかり揚げたり」することもある。東海岸の一部の地域では、炒麺がご飯に載せて提供される。この地域では、柔らかい蒸し麺を使った料理は「ローメン」という別の料理として扱われている。西海岸では蒸し麺が使われており、「ローメン」という呼び名は一般的ではない。
かた焼きそばは、ハンバーガー用のバンズで挟んだチャーメン・サンドイッチとしても提供されている。
炒麺の主な2種類は、料理としてどのように供されるのかにもバリエーションがある。シカゴの一部のレストランで「炒麺」を注文すると、「カリカリの焼きそばにチャプスイをかけた」料理が出てくることがある。フィラデルフィアでは、アメリカ風炒麺はチャプスイに似ていることが多いが、カリカリ焼きそばが添えられ、セロリやもやしが多めに入っており、チャーハンが添えられることもある。スター・トリビューン紙のジェレミー・イッガースは「ミネソタ式炒麺」を「セロリと豚ひき肉の緑色のどろっとしたものの上に、灰色の加工鶏肉の細切れを乗せたもの」と表現している。ベイエリアのジャーナリスト、ウィリアム・ウォンもミネソタなどで売られている炒麺について同様にコメントをしている。公開されているミネソタ風炒麺のレシピには、セロリやもやしが大量に使われている。ミネソタ州での別のパターンでは、牛ひき肉とマッシュルームスープのクリームが使われている。ルイジアナ州の「ケイジャン炒麺」は、実際には麺抜きの米料理で、ジャンバラヤのバリエーションである。
食の歴史研究家と文化人類学者は、これといった数のアジア系アメリカ人の居住地から離れた場所の中国系アメリカン人のレストランで供される炒麺やその他の料理は、中国で食されているものとは異なったものとなり、その地域のマジョリティが好む味に改変されると述べている。一例として、フォールリバー地域で好まれる炒麺のグレイビー味は、伝統的な中国料理で使われるものよりも地元のニューイングランド料理で使われるものに近い。
1946年、缶入り炒麺を最初に市場に出した企業の一つはチュン・キングだった。製品の考案者であるジェノ・パウルッチはイタリア移民の息子であり、ヨーロッパ移民や同様の民族的起源を持つアメリカ人の食の好みにより合うように、主にイタリアのスパイスをベースにしたレシピを開発した。コストを抑えるために、パウルッチは高価なシログワイの代わりに、もともと牛の飼料用だった安価なセロリの茎を使用した。パウルッチの会社は缶詰の炒麺とチャプスイの販売で大成功をおさめ、ジェラルド・フォード大統領はパウルッチのチュン・キングでの成功を称えて「イタリアのチャプスイの優れたレシピを基にしたビジネス以上にアメリカ的なものがあるだろうか」とジョークを飛ばした。パウルッチが1966年にチュン・キングを売却した後、同社が1995年に解散するまでに数回転売された。
1960年までに、パウルッチはニューヨーク・タイムス紙で「チュン・キングでは「煮込みタイプ」の炒麺を製造している。このタイプの炒麺は、おそらく30年、もしかしたら40年ほど前からあると思う。これを作るには、肉、調味料、野菜を全部鍋に入れて、すべてに火が通るまで何時間も煮込む」と説明している。
中国料理店以外では、炒麺と表示されているものは実際には炒麺と似ても似つかないチャプスイのような煮込み料理である。例えば、米軍の公式レシピ（米4軍すべての調理施設で採用されている）には麺が含まれておらず、蒸し米の上に盛り付けるように指示されており、1回で100人前を作ることができる。

### オーストラリア料理
アジア人コミュニティ以外では、多くのオーストラリア人が炒麺とチャプスイを混同している。もっとも一般的なオーストラリア風炒麺では牛ひき肉とカレー粉が使われており、炒め/揚げ麺の代わりに米飯の上にかけられて供される。このタイプの炒麺は、1960年代半ばから21世紀まで引き続いてオーストラリア国立スポーツ研究所、ABCラジオおよび人気のあるオーストラリアの婦人雑誌を通して広められた。

### カナダ風中国料理
カナダ風洋式中国料理店では、最大3種類の炒麺を提供しているが、そのどれもがアメリカの2種類の炒麺とは異なっている。「広東風炒麺」にはしっかり揚げてパリパリのエッグヌードル、ピーマン、サヤエンドウ、チンゲンサイ、タケノコ、シログワイ、海老、チャーシュー、鶏肉、牛肉などが入っており、濃厚なソースがかけれている。プレーン「炒麺」は他の洋風炒麺に似ているが、緑豆もやしがはるかに多く入っており、一部の地方のレシピでは麺の代わりにもやしが使われている。日系カナダ人のコミュニティにも独自の炒麺があり、青海苔やわかめ、紅生姜が使われ、バンズにはさんで供されることもある。
ニューファンドランド島では、炒麺にはいっさい麺が使われていない。麺の代わりに、細長く切ったキャベツが使われている。この変化の理由は不明だが、ニューファンドランド島が独立した自治権をもつイギリス領だった歴史の中で、北大西洋の遠隔地にあるため、北アメリカの他の地域やヨーロッパから必要な材料を入手しにくかったためだと考えられている。

### カリブ風中国料理
多くの西インド諸島の人々、特に中国系住人がかなり多いトリニダード・トバゴや、ジャマイカなどの島々の人々が炒麺を自分たちの料理に取り入れており、その料理の多くが一般の人々に浸透している。南アメリカのカリブ海沿岸のガイアナや、スリナム（オランダ語で "tjauw min" ないし "tjauwmin" として知られている）でも同様に作られている。これらの炒麺はインゲン、ニンジン、エンドウマメ、タマネギや、時にはその他の野菜を使って同じような方法で調理される。鶏肉が使われることが多いが、豚肉や海老が使われることもある。スリナムの炒麺では肉の代わりに中国ソーセージも使われる。主な違いは地元のスパイスが加えられていることと、時に辛いスコッチボネットトウガラシや、ペッパーソースがとともに供されることにある。
キューバでは、洋風中国料理を提供することが多い外資系観光ホテルのほかに、ハバナには独特のキューバ風中国料理を出す地元の中国料理店がある。

### 中央アメリカ
パナマでは、炒麺はタマネギ、トウガラシ、セロリ、ニンジンが豚肉や鶏肉とともに、麺と一緒に炒めて作られる。レシピによっては缶詰のトウモロコシが使われている。エルサルバドルでは、炒麺にはニンジン、キャベツ、ブロッコリが使われている。グアテマラでは、炒麺は通常ハヤトウリ入りで作られ、トウモロコシのトスターダに載せて提供される。

### インド風中国料理

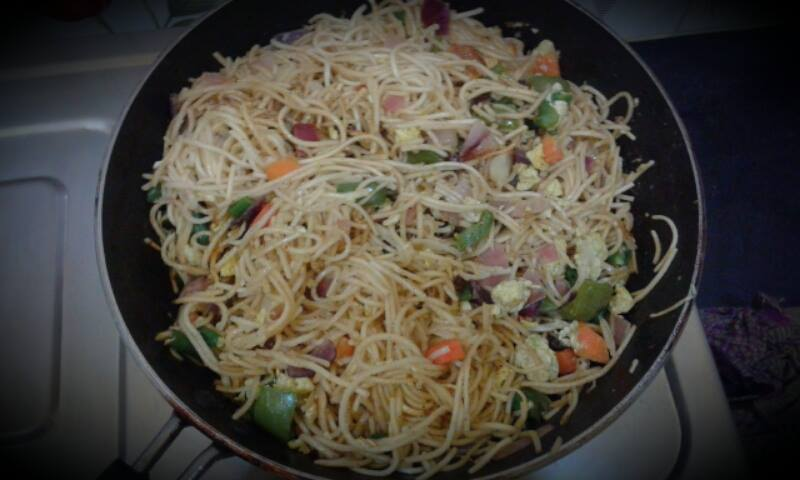
コルカタ風たまご炒麺

炒麺はインド中華でも一般的である。インドでは、在印華人によって広められた。通常はグレイビーとともに客家風が供される。ベジタリアン向けのインド風炒麺にはキャベツ、タケノコ、サヤエンドウ、ピーマン、ニンジンが入った野菜炒麺がある。ニューデリー周辺では、麺と野菜にパニールを加えた炒麺が供されることもある。その他の肉抜きのインド風炒麺ではスクランブルエッグがタンパク質源として使われるものもある。コルカタには「コルカタ風炒麺」と呼ばれる、青唐辛子、チリガーリックないしホットガーリックを使った独特の炒麺がある。パキスタン風ではニンジン、キャベツ、トウガラシ、ネギ、生姜とニンニクのペーストが使われている。

### モーリシャス料理
モーリシャスでは、モーリシャス炒麺は "mine frire"、"mine frite"、"mine frit" および "minn frir" として知られている。この呼び名は広東/客家語の "mein"（中国語: 面; 拼音: Miàn）と、フランス語の「炒める/揚げる」を組み合わせたものである。この料理は、19世紀末に主に中国南東部（主として広東地方）からの中国系移民によってもたらされた。主にモーリシャスに定住した中国人コミュニティによって食べられ、最終的には元のレシピから分岐した独特のモーリシャス料理に進化した。これは民族に関係なくすべてのモーリシャス人に食べられる古典的な中国系モーリシャス料理であり、島で最も小さなコミュニティの一つであるにもかかわらず中国人と中国系モーリシャス人の影響を反映している。非常に一般的な屋台料理であり、島のほぼすべてのレストランで見ることができる。

### ネパール料理

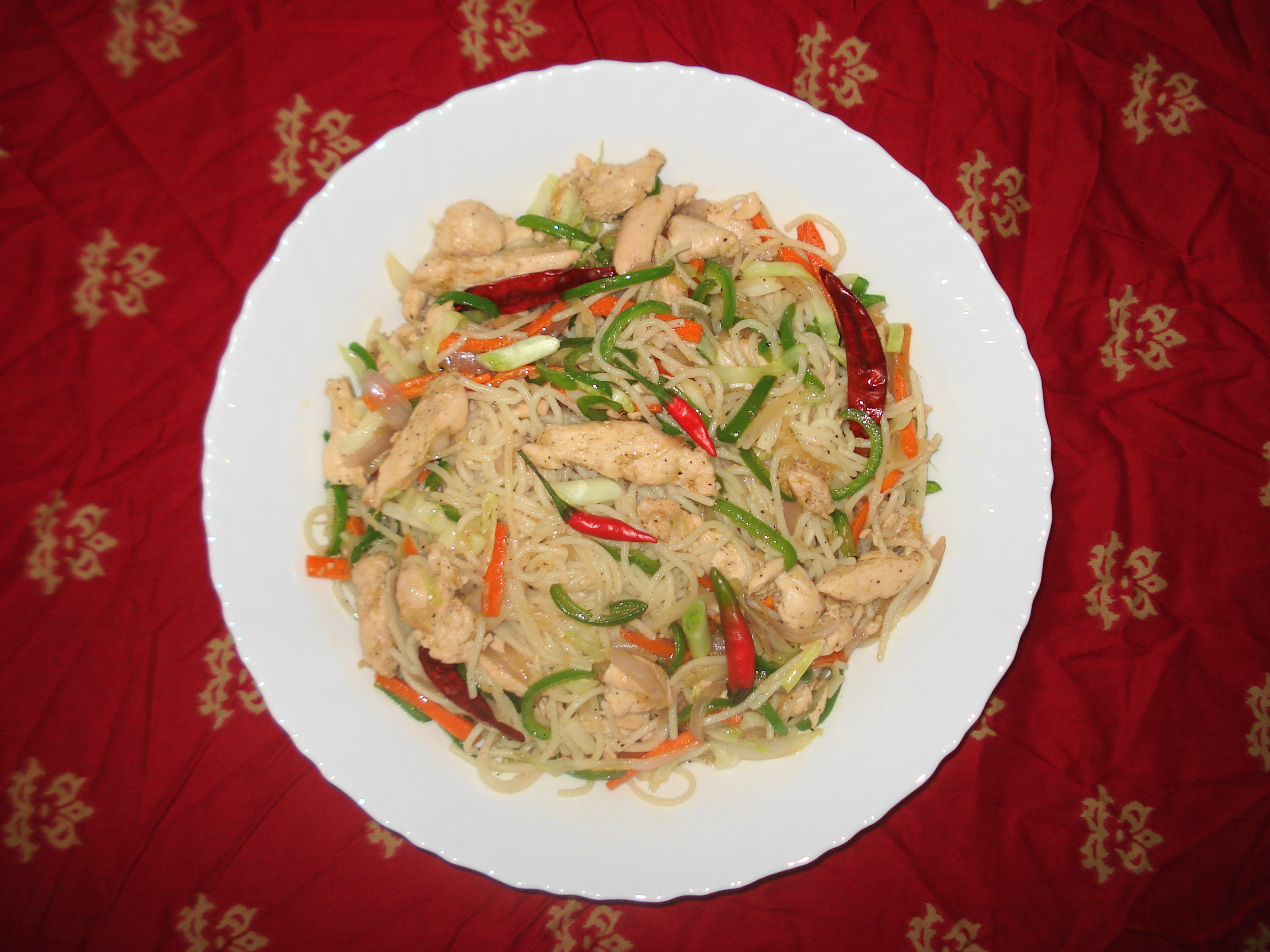
ネパール風の辛い鶏炒麺

ネパールに定住したチベット人が炒麺を持ち込んだ。 炒麺はネパールで人気のファーストフードである。カトマンズ渓谷のネワール族はスイギュウ肉と鶏肉を料理に使用しており、ネパールの炒麺はタマネギ、野菜、バフ（スイギュウ肉）と一緒に調理されることが多い。

### ペルー風中国料理

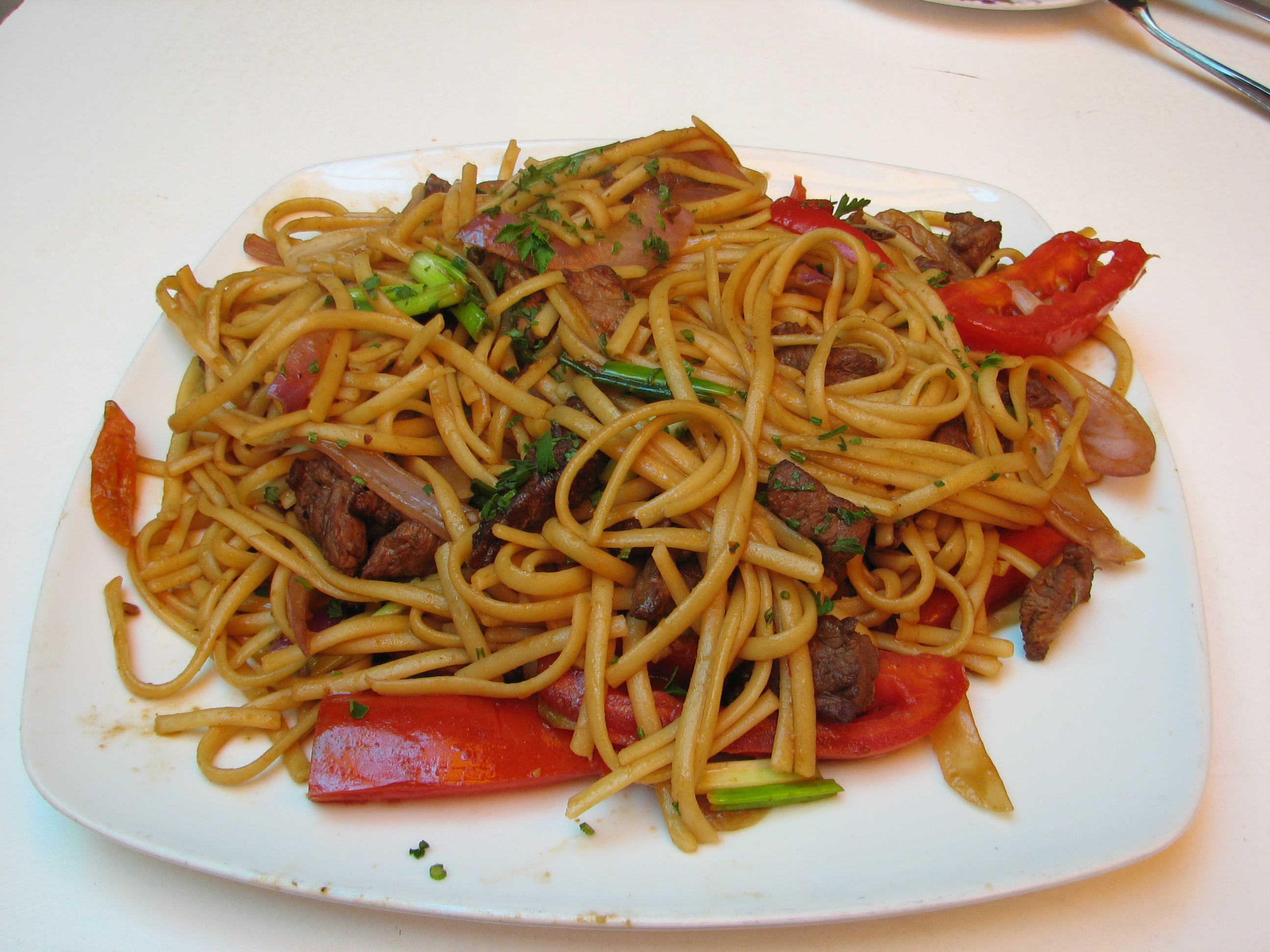
ペルーのタラリン・サルタード

中華料理（チーファ）はペルーで非常に人気があり、現在ではペルーの主流文化の一部となっている。炒麺はペルー人にはタラリン・サルタード（「炒めた麺」）として知られており、ピーマン、玉ねぎ、ネギ、トマトが入っていることもある。このペルーのバリエーションでは鶏肉や牛肉が好んで使われる。